# Pancheria brunhesii
Pancheria brunhesii är en tvåhjärtbladig växtart som beskrevs av Renato Pampanini. Pancheria brunhesii ingår i släktet Pancheria och familjen Cunoniaceae. Inga underarter finns listade i Catalogue of Life.